# Episodi di Loki (seconda stagione)
La seconda e ultima stagione della serie televisiva Loki, composta da sei episodi, è stata distribuita settimanalmente dal 6 ottobre al 10 novembre 2023 sul servizio di video on demand Disney+, in tutti i paesi in cui il servizio è disponibile.
| nº | Titolo originale | Titolo italiano    | Pubblicazione   |
| -- | ---------------- | ------------------ | --------------- |
| 1  | Ouroboros        | Ouroboros          | 5 ottobre 2023  |
| 2  | Breaking Brad    | Breaking Brad      | 12 ottobre 2023 |
| 3  | 1893             | 1893               | 19 ottobre 2023 |
| 4  | Heart of the TVA | Il cuore della TVA | 26 ottobre 2023 |
| 5  | Science/Fiction  | Fanta/Scienza      | 2 novembre 2023 |
| 6  | Glorious Purpose | Gloriosi propositi | 9 novembre 2023 |

## Ouroboros
- Diretto da: Justin Benson e Aaron Moorhead
- Scritto da: Eric Martin

### Trama
Dopo gli eventi della prima stagione, Loki scopre di aver sviluppato una condizione che lo porta a essere sbalzato senza controllo avanti e indietro nel tempo, realizzando così che in passato la Time Variance Authority era governata da una variante di Colui che rimane. Nel presente, all'interno della TVA si generano dei dissidi interni dovuti alla scoperta che i Custodi Temporali non esistono; Loki riesce a spiegare a Mobius e B-15 quello che è successo alla Cittadella alla fine del tempo con Sylvie e rivela la verità sul passato della TVA. Mobius porta Loki da Ouroboros (detto "O.B."), un tuttofare della TVA, per trovare una soluzione alla sua condizione; O.B. spiega loro che Loki è affetto da sbalzi temporali (sebbene dovrebbero essere impossibili alla TVA) e che, per salvarlo e impedirgli di finire perso nel tempo, Mobius dovrà estrarre Loki direttamente dal Telaio Temporale, dove il tempo grezzo viene sintetizzato; tuttavia, il sistema si sta sovraccaricando per l'accumulo delle linee temporali, mettendo a rischio la TVA, quindi bisogna farlo subito, prima di sigillare la TVA, e il procedimento sarà molto rischioso sia per Loki che per Mobius. Loki dovrebbe falciarsi in un determinato momento affinché Mobius possa estrarlo dal Telaio, ma ha uno sbalzo temporale e finisce nel futuro, scoprendo che la TVA sta collassando. Rivede brevemente Sylvie prima di essere falciato in tempo da una persona sconosciuta, venendo estratto dal Telaio Temporale e salvando Mobius. Loki afferma che devono ritrovare Sylvie, mentre numerosi agenti della TVA guidati dal generale Dox e dal Cacciatore X-05 partono per dare la caccia a Sylvie.
In una scena durante i titoli di coda, Sylvie arriva in un McDonald's a Broxton, in Oklahoma, nel 1982.

## Breaking Brad
- Diretto da: Dan DeLeeuw
- Scritto da: Eric Martin

### Trama
Loki, Mobius e B-15 rintracciano X-05 sulla Sacra Linea Temporale, dove si è fatto una vita come attore cinematografico di nome Brad Wolfe. Lo interrogano per sapere dove si trovi Sylvie e quali sono i piani di Dox e, quando lui si rifiuta di parlare, Loki lo tortura per ottenere informazioni. O. B. scopre di non poter più accedere al Telaio Temporale perché serve il permesso del creatore della TVA (Colui che rimane, che è morto) o di Miss Minutes, che è scomparsa; Loki ricorda di aver sentito nel passato una registrazione tra Colui che rimane e Ravonna Renslayer, irrintracciabile da quando è stata scoperta la verità sulla TVA, suggerendo un collegamento. Brad conduce Loki e Mobius in Oklahoma negli Anni Ottanta, dove ora Sylvie vive lavorando al McDonald; Loki la affronta, spiegandole quello che sta accadendo e che l'ha vista nella TVA del futuro, ma Sylvie non vuole più avere niente a che fare con la TVA avendo trovato un luogo da chiamare casa ed essere finalmente dopo tanto tempo felice. Loki però la mette in guardia ricordandogli che Colui che rimane tornerà con le sue varianti e distruggerebbe quella linea temporale, tuttavia Sylvie non si fa intimorire. Accorgendosi della crescente agitazione di Brad, Mobius realizza che Dox e i suoi sgherri si stanno preparando a distruggere più linee temporali contemporaneamente; Loki, Sylvie e Mobius li combattono e riescono ad arrestarli, ma buona parte delle linee temporali vengono comunque distrutte. Sylvie, accusando la TVA di essere un sistema marcio, torna in Oklahoma, mentre Casey riesce a rintracciare Ravonna sulla Sacra Linea Temporale.

## 1893
- Diretto da: Kasra Farahani
- Scritto da: Eric Martin (soggetto e sceneggiatura); Kasra Farahani e Jason O'Leary (sceneggiatura)

### Trama
Seguendo le istruzioni di Miss Minutes, Ravonna giunge a Chicago nel 1868 per lasciare un manuale della TVA a un giovane Victor Timely, destinato a diventare una variante di Colui che rimane.
Per cercare di aggirare il sistema del Telaio Temporale, Loki e Mobius vanno a cercare Ravonna per rintracciare Miss Minutes, che potrebbe aiutarli, e giungono nel 1893 alla Fiera Mondiale di Chicago. Incontrano un Timely adulto, il quale è diventato un inventore fallito e truffatore in quanto le idee da lui progettate sono troppo avanzate per i suoi tempi. Loki e Mobius decidono di portare Timely con loro alla TVA per usare la sua aura temporale per sbloccare il Telaio Temporale, ma vengono contrastati da Ravonna e Miss Minutes, che vogliono far sì che Timely occupi il posto di Colui che rimane. Arriva anche Sylvie, che intende uccidere l'uomo per prevenire la sua ascesa al potere. Miss Minutes, accorgendosi che Timely e Ravonna stanno intrecciando un legame sentimentale, lo convince ad abbandonare la donna; rivela che, a causa di tutto il tempo passato con Colui che rimane alla fine dei tempi, ha sviluppato per lui un'attrazione morbosa. Sylvie si accinge a uccidere Timely, ma si lascia impietosire quando lui afferma di poter prendere decisioni autonome per il suo destino, quindi permette a Loki e Mobius di portarlo alla TVA. Poi affronta Ravonna inviandola alla Cittadella alla fine dei tempi, dove giace il cadavere di Colui che rimane. Miss Minutes, arrabbiata per il tradimento di Timely, dice a Ravonna di poterle confidare tutti i segreti di Colui che rimane, in particolare uno che la riguarda.
- Nota: La nave su cui si imbarcano Timely, Ravonna e Miss Minutes si chiama "Herron", un omaggio a Kate Herron, regista della prima stagione della serie.

## Il cuore della TVA
- Titolo originale: Heart of the TVA
- Diretto da: Justin Benson e Aaron Moorhead
- Scritto da: Eric Martin e Katharyn Blair

### Trama
Miss Minutes rivela a Ravonna che, in passato, lei era la luogotenente e amante di Colui che Rimane, prima che lui cancellasse i ricordi a tutta la TVA; le due decidono di ottenere il potere per conto proprio. B-15 prova a convincere il generale Dox e i suoi minutemen, tenuti sotto custodia, ad aiutarli per salvare la TVA; poco dopo Ravonna si palesa per proporre loro di unirsi a lei per riprendere il potere alla TVA e, al loro rifiuto, li uccide tutti tranne Brad, che accetta per poter tornare alla sua vita sulla Sacra Linea Temporale. Timely, Ouroboros e Casey lavorano assieme per riparare in tempo l'adattatore, ma Brad rapisce Timely e lo porta da Ravonna e Miss Minutes con lo scopo di sfruttarlo per reclamare la TVA per loro. Nel mezzo del conflitto, Loki si imbatte nel suo sé stesso passato e lo falcia per salvargli la vita. Ouroboros mette offline Miss Minutes affinché Loki possa recuperare Timely, mentre Sylvie incanta Brad e lo induce a falciare Ravonna. Timely sblocca il Telaio Temporale e si accinge ad avvicinarglisi per ripararlo, ma viene disintegrato dalle radiazioni temporali. Loki, Mobius, Sylvie, B-15, Casey e Ouroboros assistono impotenti al collasso del Telaio e vengono travolti dalla distruzione.

## Fanta/Scienza
- Titolo originale: Science/Fiction
- Diretto da: Justin Benson e Aaron Moorhead
- Scritto da : Eric Martin

### Trama
Loki si trova completamente solo nella TVA e, poco prima che quest'ultima venga disintegrata, riprende a soffrire di sbalzi temporali. Viaggia senza controllo su varie ramificazioni temporali, scoprendo che i suoi amici sono tornati alle loro vite precedenti alla TVA, senza ricordarsi quello che è successo: Casey è Frank Morris, un detenuto in fuga da Alcatraz nel 1962, B-15 una dottoressa a New York nel 2012, Mobius un padre single che lavora in un negozio di moto d'acqua nel 2022 e O.B. uno scienziato e scrittore fallito nel 1994. Loki spiega a O.B. quanto sta succedendo e quest'ultimo propone di riunire i presenti all'esplosione del Telaio per usare le loro aure temporali collettive per trovare le coordinate temporali precedenti all'esplosione, così da impedirla. Mentre O.B. usa un manuale della TVA recuperato da Loki per costruire una versione grezza del TemPad, Loki convince i suoi amici a seguirlo per salvare la TVA. Per ultima rimane Sylvie, che è tornata in Oklahoma e ha mantenuto i ricordi, ma lei non è interessata ad aiutare Loki, spiegandogli che il resto del gruppo ha avuto modo di riavere la vita che hanno perso a causa di Colui che rimane. Loki viene spinto ad ammettere che la sua vera motivazione è riavere i suoi amici, in quanto non vuole rimanere solo, e decide per il loro bene di rimandarli alle loro vite, ma in quel momento la realtà di Sylvie viene disintegrata e, poco dopo, tutto comincia a sfaldarsi, inclusi Casey, Ouroboros, Mobius, B-15 e Sylvie. Sopraffatto dal dolore, Loki riesce a controllare i suoi salti temporali concentrandosi sulle persone a lui care, tornando a poco prima dell'esplosione del Telaio.
- Nota: Justin Benson e Aaron Moorhead, i registi dell'episodio, appaiono rispettivamente come Clarence e John Anglin, i due compagni di fuga da Alcatraz di Frank Morris / Casey.

## Gloriosi propositi
- Titolo originale: Glorious Purpose
- Diretto da: Justin Benson e Aaron Moorhead
- Scritto da: Eric Martin

### Trama

Il multiverso del MCU nella sua forma definitiva.

Loki salta diverse volte nel tempo per cercare di evitare la Distruzione del Telaio Temporale; passa secoli a imparare da Ouroboros la tecnologia dietro l'adattatore, ma fallisce nuovamente nonostante Timely riesca ad attivarlo, dal momento che la quantità infinita di rami rende matematicamente impossibile il funzionamento dello strumento. Loki quindi cambia strategia e torna indietro nel tempo a poco prima che Sylvie uccida Colui che rimane, cercando ripetutamente di fermarla, senza successo. Colui che rimane rivela di sapere che Loki è intrappolato in un loop e gli spiega che il Telaio è un sistema di sicurezza: il suo sovraccarico protegge la Sacra Linea Temporale, falciando le linee temporali di troppo attraverso la TVA. L'unico modo per prevenire il sovraccarico del Telaio è uccidere Sylvie per impedirle di assassinare Colui che rimane, ma Loki si rifiuta. Torna indietro nel tempo per parlare prima con Mobius, durante il loro primo interrogatorio, e poi con Sylvie, per cercare di capire cosa fare; suggerisce che l'unico modo per impedire che tutto scompaia sia risparmiare Colui che rimane, ma Sylvie afferma che non possono condannare la Sacra Linea Temporale a una prigionia perenne. Loki torna a poco prima che Timely entri nel Telaio, si avvicina a quest'ultimo e lo distrugge, per poi far rivivere i rami temporali morenti con la sua magia e riorganizzarli in una nuova struttura a forma di albero (Yggdrasill, quello che secondo la mitologia norrena è l'albero del mondo); dopodiché prende di fatto il posto di Colui che rimane alla fine dei tempi, condannandosi a un'eternità di solitudine per preservare il multiverso. 
Qualche tempo dopo, la TVA si riorganizza per avere come nuovo obiettivo il rintraccio di varianti malevole di Colui che rimane; si menziona il fatto che una di esse è stata fermata in un "regno adiacente" a Terra-616. Ouroboros riprogramma Miss Minutes affinché torni a essere collaborativa alla TVA e scrive una seconda edizione della guida alla TVA che attribuisce a Timely come co-autore, evitando che quest'ultimo riceva da bambino il manuale e venga condannato a diventare Colui che rimane. Ravonna si risveglia nel Vuoto, trovandosi di fronte Alioth. B-15 diventa una dei nuovi leader della TVA, mentre Mobius si ritira dall'organizzazione e va sulla Sacra Linea Temporale per assistere alla vita della sua variante terrestre insieme a Sylvie; quando quest'ultima se ne va, Mobius rimane ad aspettare, mentre Loki veglia su di lui alla fine dei tempi.
- Nota: Il titolo dell'episodio è il medesimo del primo della serie.